# ناو نانیوا
ناو نانیوا (به انگلیسی: Japanese cruiser Naniwa) یک کشتی بود که طول آن ۹۱٫۴ متر (۲۹۹ فوت ۱۰ اینچ) بود. این کشتی در سال ۱۸۸۵ ساخته شد.